# Canberrakommissionen
Canberra-kommissionen (Canberra Commission on the Elimination of Nuclear Weapons) var en oberoende expertgrupp, som tillsattes av Australiens regering i november 1995.  Gruppen hade i uppdrag att utarbeta en realistisk plan för en kärnvapenfri värld. I sin rapport från augusti 1996  konstaterade kommissionärerna bland annat: ”Nuläget erbjuder en unik chans, som kanske aldrig återkommer, att slå in på en ny väg som gör det möjligt för världen att sköta sina affärer utan kärnvapen och i enlighet med principerna i FN-stadgan”.

## Kommissionens förslag
Kommissionens förslag från augusti 1996 kan sammanfattas i följande punkter:
Åtgärder, som kan genomföras direkt
- att alla kärnvapen tas bort från omedelbar stridsberedskap, "off alert"
- att kärnvapenstridsspetsarna ska skiljas från vapenbärarna
- att nya kärnvapen inte får utplaceras
- att alla kärnvapenprov stoppas
- att ytterligare minskningar sker av de ryska och amerikanska kärnvapnen
- att förhandlingar omedelbart inleds om att kärnvapen aldrig får användas mot icke-kärnvapenmakter och om att aldrig använda kärnvapen först

Åtgärder, som förutsätter kontroll och verifikation
- Förhindra spridning av kärnvapen
- En Konvention om kärnvapen innehållande förbud mot kärnvapen liknande Konventionen om förbud mot kemiska vapen
- Stopp för produktionen av klyvbart material

## Canberrakommissionens sammansättning
I kommissionen ingick följande personer:
- Celso Amorim, Brasiliens utrikesminister 1993-1994.
- General Lee Butler, USA
- Richard Butler (Kommissionens sammankallare), Australiens nedrustningsambassadör.
- Fältmarskalk Michael Carver, Storbritannien.
- Kapten Jacques-Yves Cousteau, Frankrike
- Ambassadör Jayantha Dhanapala, Sri Lanka
- Ambassadör Rolf Ekeus, Sverige
- Ambassadör Nabil Elaraby, Egypten
- Professor Ryukichi Imai, Japan
- Doktor Datuk McCoy, Malaysia
- Robert McNamara, fd försvarsminister, USA
- Professor Robert O’Neill, Storbritannien
- Ambassadör Qian Jiadong, Kina
- Michel Rocard, fd premiärminister (1988-1991), Frankrike
- Professor Joseph Rotblat, Nobels fredspris (1995), Storbritannien
- Professor Roald Sagdeev, Ryssland
- Doktor Maj Britt Theorin, Sveriges fd nedrustningsambassadör